# Justin Hoffmann
Justin Hoffmann (* 1955 in Cham (Oberpfalz)) ist ein deutscher Kurator und seit 2004 Leiter des Kunstvereins Wolfsburg.

## Leben und Ausbildung
Hoffmann studierte zunächst von 1976 bis 1981 Kunsterziehung an der Akademie der Bildenden Künste München. Anschließend folgte ein Studium der Neueren Geschichte, der Kommunikationswissenschaft und der Kunstgeschichte an der Ludwig-Maximilians-Universität München. Dort promovierte er, nach erfolgreichem Abschluss des Zweitstudiums im Jahre 1986, bei Uwe M. Schneede.
Neben seiner Tätigkeit als Kritiker für diverse Kunstzeitungen und -magazine wie dem Artforum und seiner kuratorischen Praxis in Kunstinstitutionen wie der Shedhalle Zürich, dem Kunstraum München und der Kunsthalle Wien, nahm Hoffmann zwischen 1989 und 2004 Lehraufträge und Gastprofessuren unter anderem an der Kunstuniversität Linz, der UdK Berlin (ehm. HdK Berlin) und der Merz Akademie, Stuttgart, an.
Im Jahre 2004 übernahm er die Leitung des Kunstvereins Wolfsburg. In den Folgejahren dieser Übernahme realisierte Hoffmann mehrere Projekte, unter anderem den sogenannten „arti“, einen Wettbewerbspreis speziell für Wolfsburger Künstler, das Science & Art Festival Phaenomenale und die CITY GALLERY, einen Ausstellungsraum im Alvar-Aalto-Kulturhaus.
Zudem ist er seit 2005 Gastdozent an der HBK Braunschweig.
Während seines Studiums 1980 gründete Justin Hoffmann zusammen mit Thomas Meinecke, Michaela Melián und Wilfried Petzi die Gruppe F.S.K.

## Publikationen
- Süddeutsche Freiheit. Kunst der Revolution in München 1919, Städtische Galerie im Lenbachhaus, München, 1993
- Destruktionskunst. Der Mythos der Zerstörung in der Kunst der frühen sechziger Jahre, Verlag Silke Schreiber, München, 1995
- Gustav Metzger. Manifeste. Schriften. Konzepte, Hrsg. Justin Hoffmann, Verlag Silke Schreiber, München, 1997
- Das Phantom sucht seinen Mörder. Ein Reader zur Kulturalisierung der Ökonomie, Hrsg. Justin Hoffmann und Marion von Osten, b_books, Berlin, 1999
- Stop. Ein Reader zur Ambivalenz von Krieg und Frieden, Hrsg. Justin Hoffmann, Kunstverein Wolfsburg, 2004
- Der Traum von der Zeichenmaschine, Hrsg. Justin Hoffmann, Kunstverein Wolfsburg, 2006
- Next Level. Die Lust am Spiel in der Netzwerkgesellschaft, Hrsg. Justin Hoffmann, Kunstverein Wolfsburg, 2007
- Work Fiction. Visionen der Arbeit in Kunst, Film und Populärkultur, Hrsg. Justin Hoffmann, Kunstverein Wolfsburg, Kehrer Verlag, Heidelberg, 2007
- In the Shadows, Hrsg. Justin Hoffmann, Kunstverein Wolfsburg, 2008
- Tribute to Gustav Metzger, Doppel-CD, Strunz! Enterprises, 2008
- Best of 50 Years, Hrsg. Justin Hoffmann, Kunstverein Wolfsburg, argobooks, 2010